# قزل-تو (شهرستان تاق‌تاگل)
قزل-تو (به لاتین: Kyzyl-Tuu) یک منطقهٔ مسکونی در قرقیزستان است که در شهرستان تاق‌تاگل واقع شده‌است. قزل-تو ۳٬۰۶۰ نفر جمعیت دارد و ۲٬۰۵۱ متر بالاتر از سطح دریا واقع شده‌است.